# Metodi Ananiew
Metodi Ananiew (bułg. Методи Ананиев, ur. 17 lutego 1986 w Sofii) – bułgarski siatkarz, reprezentant kraju, grający na pozycji przyjmującego. Do kadry narodowej powołanie otrzymał w 2007.

## Sukcesy klubowe
Puchar Bułgarii:
- 2004, 2006

## Sukcesy reprezentacyjne
Mistrzostwa Europy:
- 2009